# 吳應琦
吳應琦（1566年—1647年），字景韓，號玉華，南直隸安慶府桐城縣民籍，徽州府休寧縣人，明朝、南明政治人物。

## 生平
吳應琦是萬曆二十二年（1594年）甲午科應天鄉試第四十四名舉人，三十二年（1604年）中式甲辰科會試第一百九十二名，三甲第一百五十一名進士。大理寺觀政，授太常寺博士，四十年（1612年）考選授陝西道監察御史，四十二年（1614年）巡按雲南，制止黔國公沐昌祚驕縱的行為，修建學宮及減免貢金，四十八年（1620年）遷浙江道監察御史，天啟元年（1621年）巡按順天、永平、保定、河間，宦官們都不敢放肆，二年（1622年）升大理寺左寺丞，五年（1625年）升大理寺右少卿，六年（1626年）升大理寺卿，崇禎元年（1628年）致仕。
弘光帝即位，吳應琦改任刑科給事中，上陳周仲璉品格卑劣，請求送往大理寺，遷大理寺少卿，後歸里。
隆武帝即位，召用吳應琦與楊錫璜、熊維典，改任太常寺卿，後歸里，永曆元年（1647年）去世，享年八十二歲。

## 家族
曾祖吳希周，歲貢生；祖父吳孟科；父吳一貫，冠带生员。母方氏。嚴侍下。兄應璨、弟應瑋、應瑄。娶王氏。子吳用鈔。

## 引用
1. ↑  《万历三十二年甲辰科进士履历便览》：吴应琦，玉华，易三，丙寅九月十八日生，桐城籍休宁县人，甲午四十四，会一百九十二，三甲一百五十一，大理寺政，乙巳授太常寺博士，庚戌考選，壬子授陕西道御史，巡北盐法，甲寅云南巡按，庚申除浙江道，本年巡视光禄，辛酉順天巡按，壬戌升大理寺左寺丞，乙丑升右少卿，丙寅升大理寺卿，戊辰致仕。曾祖希周，貢士；祖孟科，庠生；父一貫，庠生。
2. 1 2  錢海岳《南明史·卷四十四·列傳第二十》：應琦，字景韓，桐城人。萬曆三十二年進士。授太嘗博士，遷浙江道御史，巡按雲南，戢沐藩驕獷，修學宮，免貢金。巡按順、永、保、河，諸璫不敢犯。
3. ↑  錢海岳《南明史·卷四十四·列傳第二十》：紹宗即位，（楊錫璜）與熊維典、吳應琦同召。……安宗立，改刑科給事中，陳周仲璉卑污無恥，請下理。移大理少卿歸。福京擢卿，改太嘗。未幾卒，年八十二。子用鈔，事別見。
4. ↑  《萬曆三十二年甲辰科进士登科錄》